# Ford F-250 Super Chief
Le Ford F-250 Super Chief était un concept car de pick-up construit par Ford. Il comportait un système de ravitaillement tri-flex qui permet aux utilisateurs d'utiliser trois carburants différents, dont l'essence, l'éthanol E85 ou l'hydrogène. Ceci a pour but de rendre le Super Chief plus attractif pour les clients soucieux de trouver ces types de carburants alors que les infrastructures d'éthanol et d'hydrogène se développent. Avec un système de ravitaillement tri-flex, les propriétaires peuvent utiliser n'importe quelle option à tout moment. Il est livré avec un couvre-benne et une doublure d'origine, il s'agit d'un Ford à cabine multiplace. La porte arrière a été convertie en portière antagoniste.
Le système de ravitaillement tri-flex du Ford F-250 Super Chief permet aux opérateurs de parcourir 500 miles avec un ravitaillement total, uniquement quand le compresseur est activé lors de l'utilisation du système de ravitaillement en hydrogène. Le transfert entre les options de ravitaillement s'effectue via un système de commutation embarqué et peut être effectué pendant que le véhicule est en marche. L'alternative du carburant à base d'hydrogène offre un rendement énergétique supérieur de 12 % par rapport à l'une ou l'autre des options de ravitaillement restantes. L'utilisation de l'hydrogène génère également 99 % d'émissions de CO2 en moins que l'option essence uniquement.
Alors que le système tri-flex est un nouveau concept chez Ford, le constructeur automobile s'est engagé à fournir aux clients un système de carburant flexible dans leurs modèles F-150 pour 2005 et 2006 qui permet d'utiliser du sans plomb ou du E85 dans le même réservoir. Le système tri-flex est une proclamation audacieuse de Ford selon laquelle l'hydrogène pourrait être le prochain approvisionnement en carburant facilement disponible dans le monde et ils sont prêts à lancer le déploiement.

## Conception
En termes de conception, le Super Chief surpasse les conceptions des anciens pick-ups F-Series, notamment le Ford F-250 Super Duty Crew Cab, le Ford F-250 Super Duty King Ranch et le concept Ford Mighty F-350 Tonka de 2002. L'avant et la calandre du Super Chief s'inspirent des locomotives Super Chief.

## Groupe motopropulseur
On ne sait pas grand-chose sur le groupe motopropulseur, à part que le moteur est un V10 tri-carburant suralimenté produisant 550 chevaux.

## Apparences
Bien qu'il ne soit jamais entré en production. Il était dans un jeu pour Nintendo Wii et PlayStation 2 appelé Ford Racing Off Road. C'était la voiture la plus puissante et la plus chère du jeu, qui comprenait à la fois des véhicules de Ford et Land Rover.
Il est également apparu sous forme de carrosserie, lors de l'ouverture de l'ancien atelier de construction de voitures de jouet Ridemakerz basé à Myrtle Beach, en Caroline du Sud. La carrosserie est toujours disponible, car elle est toujours produite sous licence à Ridemakerz.